# Photuroluciola
Photuroluciola is een geslacht van kevers uit de familie glimwormen (Lampyridae). Het geslacht werd voor het eerst wetenschappelijk beschreven in 1931 door Pic.

## Soorten
- Photuroluciola deplanata Pic, 1931